# يوليو
- السبت
- الأحد
- الاثنين
- الثلاثاء
- الأربعاء
- الخميس
- الجمعة

- 283 محرم 1447  هـ
- 294 محرم 1447  هـ
- 305 محرم 1447  هـ
- 16 محرم 1447  هـ
- 27 محرم 1447  هـ
- 38 محرم 1447  هـ
- 49 محرم 1447  هـ
- 510 محرم 1447  هـ
- 611 محرم 1447  هـ
- 712 محرم 1447  هـ
- 813 محرم 1447  هـ
- 914 محرم 1447  هـ
- 1015 محرم 1447  هـ
- 1116 محرم 1447  هـ
- 1217 محرم 1447  هـ
- 1318 محرم 1447  هـ
- 1419 محرم 1447  هـ
- 1520 محرم 1447  هـ
- 1621 محرم 1447  هـ
- 1722 محرم 1447  هـ
- 1823 محرم 1447  هـ
- 1924 محرم 1447  هـ
- 2025 محرم 1447  هـ
- 2126 محرم 1447  هـ
- 2227 محرم 1447  هـ
- 2328 محرم 1447  هـ
- 2429 محرم 1447  هـ
- 2530 محرم 1447  هـ
- 261 صفر 1447  هـ
- 272 صفر 1447  هـ
- 283 صفر 1447  هـ
- 294 صفر 1447  هـ
- 305 صفر 1447  هـ
- 316 صفر 1447  هـ
- 17 صفر 1447  هـ

- يناير
- فبراير
- مارس
- أبريل
- مايو
- يونيو
- يوليو
- أغسطس
- سبتمبر
- أكتوبر
- نوفمبر
- ديسمبر

يوليو هو الشهر

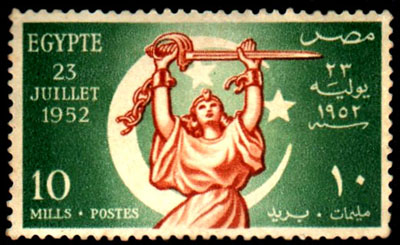
طابع بريد مصري من سنة 1952م - «يوليه»

السابع في السنة في التقويم الجريجوري وأحد الاثني عشر شهراً التي يتكوّن منها التقويم الجريجوري ويتكون الشهر من 31 يوم. يسمى تمّوز في بلاد الشام والعراق، وأحياناً يُولْيَه في مصر، وجويلية في تونس والجزائر، وبالمغرب يوليوز ويوليه بموريتانيا.
فلكياً، يبدأ يوليو عندما تكون الشمس في برج السرطان وينتهي في برج الأسد. وفلكيا عندما تبدأ الشمس في برج العقرب وتنتهي في برج السرطان.
و تم تسمية الشهر على اسم يوليوس قيصر، وكان قبل ذلك يُسمّى كوينتيليز "Quintilis" باللاتينية، وحيث أنه كان الشهر الخامس في التقويم الروماني الذي كان يبدأ في مارس. فقد تم تسميته أيضا لأنه الشهر الذي ولد فيه يوليوس. ونظراً لأصل اسم الشهر فقد كان ينطق "Julie" للمتحدثين بالإنجليزية حتى القرن الثامن عشر.
وفي التقويم الياباني يسمى فومي زوكي (文月).
وفي عجلة الزمن الوثنية يكون يوليو هو نهاية أو بالقرب من نهاية لوغناساداه، في نصف الكرة الشمالي، إمبولك في نصف الكرة الجنوبي.

## أسماء أخرى للشهر
- في التقويم الأيرلندي يسمي الشهرإيول (Iúil) وهو الشهر الثالث والأخير لموسم الصيف.
- في اللغة الفنلندية يسمي الشهر هايناكو (بالفنلندية: heinäkuu)، وتعني شهر القش.

في اللغة يسمى الشهر اليويولي

## مناسبات في يوليو في اليابان
- يوم البحر، عطلة رسمية في اليابان في ثالث يوم اثنين من الشهر.
- التاناباتا، مهرجان تقليدي في اليابان.

## نبذات
- يبدأ يوليو في نفس اليوم من الأسبوع مثل إبريل في كل السنين، ومثل يناير في السنين الكبيسة.
- زهرة يوليو هي زنبق الماء.
- حجر يوليو هو الياقوت